# Tête de l'Étret
La tête de l'Étret est un sommet du massif des Écrins qui culmine à 3 559 mètres d'altitude.
La tête de l'Étret appartient, avec la tête des Fétoules entre autres, à une série de sommets qui séparent le vallon des Étages à l'est du vallon de la Lavey à l'ouest.